# Eng
Eng er en naturtype (se også biotop), der opstår på et fugtigt areal ved såning af græsfrø. Tilsvarende begreber er kær og høslæteng.

## Økologi
Enge har lavt og fugtigt jordsmon, klædt med en af fugtigheds-, jordbunds- og brugsforholdene tilpasset vedvarende og tæt vegetation, der især består af græsser med indblanding af andre urteagtige planter, som anvendes til høslæt og afgræsning.

### Beliggenhed
Enge forekommer navnlig ved bredderne af vandløb, omkring indsøer og fjorde samt ved havet. Deres kvalitet beror på plantedækkets beskaffenhed, der især er betinget af fugtighedsforholdene og af jordbundens og vandets beskaffenhed.

### Fugtighedsforhold
Fugtighedsforholdene spiller en meget væsentlig rolle. På grund af dem kan man skelne mellem fire engtyper: middelfugtige, våde, sure og tørre enge. På middelfugtige enge, dvs. enge, som har rigelig tilførsel af vand med uhindret afløb, består vegetationen helt overvejende af græsarter. De typiske græsarter på denne engtype er forskellige arter af rapgræs, svingel, rævehale, hvene, sødgræs, rørhvene samt gulaks, kamgræs, rottehale og festgræs. Mellem dem findes gerne et mindre antal kløver, fladbælg, kællingetand, engkarse, trævlekrone, ranunkler, nellikerod, snerre osv.
Bliver vandtilførslen så rigelig, at engen får karakter af våd eng, findes der stadig arter af rørhvene, sødgræs, rapgræs, rævehale og hvene, men hertil kommer også rørgræs samtidig med, at de nævnte indblandinger af tokimbladede arter bliver mere fåtallige. Typisk finder man store mængder af planter som star og kogleaks, bukkeblad, kragefod, kabbeleje, baldrian, mjødurt med flere.
Lider engen af stillestående vand, bliver den sur, og så skifter vegetationen fuldstændigt karakter, for de fleste græsarter forsvinder, og tilbage bliver kun lidt svingel, hvene og enkelte andre græsser, mens forskellige, lavt voksende arter af star ofte skaber hovedpræget. Ligeledes indvandrer et stort antal mosser og pilearter, troldurt, leverurt, vibefedt, rødtop og flere andre.
På tørre enge er det mest de produktive græsarter, der aftager, og de erstattes af katteskæg, gulaks, kamgræs og svingel samtidig med, at arter med lav foderværdi, navnlig skjaller, ofte indfinder sig i stor mængde.

### Jordbundsforhold
Den anden hovedfaktor, hvorpå enges værdi beror, er jordbunden. Også i denne henseende kan der opstilles fire hovedtyper:
1. marskenge, der er dannede af det fine og "fede" dynd (klæg), er med passende fugtighedsforhold meget frugtbare. Blandet især med rapgræs, hvene og sødgræs vokser her, ofte i overvejende mængde, visse arter af siv, trehage og vejbred,
2. muldenge består af en passende blanding af den brune eller rødlige engmuld (farvet af okker), sand og ler. En sådan eng med gode fugtighedsforhold har nærmest den for middelfugtige enge nævnte vegetation og afgiver lige som marskengene fortrinligt og rigeligt hø og græsning.
3. tørveenge består væsentligt af tørvejord. Med passende vandforsyning kan de give betydelige afgrøder, om end af mindre god kvalitet, og som helhed står tørveenge tilbage i landbrugsmæssig værdi for de to foran nævnte former. Blandt karakterarter må særlig fremhæves mosebunke, rød svingel, rapgræsser, kærtidsel, mjødurt og nellikerod, efter fugtighedsforholdene blandet med forskellige af de foran nævnte arter.
4. sandenge bestående hovedsagelig af magert sand og grus kan kun ved meget heldige fugtighedsforhold give gode afgrøder. Lider de af vand, optræder især sivarter som karakterplanter, og bliver de for tørre, dækkes de af katteskæg samt arter af siv, frytle og star.[1]

### Vandets indflydelse
Endelig har vandets beskaffenhed væsentlig indflydelse på enges godhed, alt efter som det kommer fra havet, fra vandløb, der får deres næring fra et frugtbart opland, eller fra sure, ufrugtbare moser, heder og kær, idet de naturlige enge ofte ikke får anden tilgang af plantenæring, end hvad der tilføres med vandet (samt gennem nedbør). Beroende på om enge påvirkes af saltvand, brakvand eller ferskvand, benævnes de saltvands- (marsk- eller sylt-), brakvands- eller ferskvands-enge. Som arealer, der stadig giver værdifulde afgrøder, uden at medføre synderlige driftsudgifter, udgør enge en værdifuld, i visse egne uundværlig støtte for agerbruget og repræsenterer derfor ofte en betydelig større værdi end tilsvarende arealer af agerjord.

## Enge og høbjergning
"Eng er agers moder", hedder det i ordsproget. Bag folkevisdommen ligger den kendsgerning, at landsbyer og gårde med rettigheder til engstykker gav så meget mere udbytte end de uden, at de kunne ansættes til en højere skattebetaling. Hemmeligheden består i, at græsserne optager mineraler fra engens jord. Disse mineraler følger med høet og kommer atter frem i form af dyremøg. Møget blev spredt på markerne, og de gårde, som havde mest eng, fik også mest gødning. Den sammenhæng var man godt klar over, men først i vores tid har man gennemskuet, hvordan denne "gødningspumpe" kan virke år efter år, generation efter generation, ja århundrede efter århundrede. Det skyldes, at engen modtager nyt mineraltilskud med mudderet fra den årlige forårsoversvømmelse.
Trods denne gunstige virkning begyndte man først højt oppe i Middelalderen at udnytte engstykkerne. Indtil da lå disse våde, ofte oversvømmede arealer hen som ellesump. Da man opdagede, at kreaturerne kunne klare sig gennem vinteren på et foder af tørrede urter, fik man sat slåning, tørring og bjergning af hø i system. Tidligere havde man benyttet tørrede grene med blade på som vinterfoder. Enkelte steder overlevede den skik helt op i det 21. århundrede, og man kan stadig se træer, mærket af løvhøst i f.eks. Bretagne, Slovakiet og Tyrkiet (se løveng), men ellers gik man systematisk over til at fodre med enghø.
I mange tilfælde satte man dyrene ud på engen, når høet var bjerget. De kunne så gå derude og æde løs af den sprøde vækst til hen på efteråret. De to påvirkninger: slåning af hø og eftergræsning med kreaturer, betød efterhånden en sortering af engenes vegetation. Slåning begunstiger planter som hurtigt skyder frem igen, og græsning begunstiger dem, som dyrene undgår (se under overdrev). Den kunstigt skabte engbiotop blev efterhånden til et artsrigt sted med et stort antal lavtvoksende, blomstrende planter, og årsagen er et kulturtryk, som bl.a. består af følgende elementer:
- slåning
- slåningshyppighed pr. år
- græsning
- græsningstryk
- kreatursammensætning
- jordbundstype
- klimaforhold
- oversvømmelse
- sammensætning af aflejret mudder

Så længe man opretholder slåning og eventuelt også græsning, bliver engene også ved med at være enge. De betegner i virkeligheden et fastfrosset successionstrin midt mellem rå jord og ellesump. På én måde er der tale om ren natur, for engene er led i det, som er den karakteristiske danske vegetationsrækkefølge. Men på en anden måde er eng en kulturskabt naturtype, som kun kan eksistere i få år uden det kulturtryk, som skabte den.

## Eng i dag
I dag er der kun få af de gammeldags, ugødede høenge tilbage, for kvægavl baseret på ekstensiv græsning er ikke rentabel, og selv høslæt med maskiner er det knap nok – i hvert fald ikke med de tilskudsordninger, der bestemmer landbrugets prioriteringer. De tilbageværende stumper bliver i de fleste tilfælde vedligeholdt for amternes og statens regning ved at man lader dem dyrke med økonomisk tilskud. Selv ikke de nyere braklægningsordninger har vist sig at gavne engene, for de forudsætter et fuldstændigt ophør af dyrkning, hvad der ikke fører til eng, men til skov.

## §3-naturtype
Permanente ferske enge, der har et samlet areal på 2.500 m² eller mere, er en §3-naturtype der er beskyttet efter naturbeskyttelseslovens §3, men hvis de omlægges mere end hvert 7.-10. år, er ikke omfattet af beskyttelsen.

## Engplanter
Engplanter er flerårige planter, der er knyttet til fugtige og sollyse vokseforhold. Engjorden er oftest meget humusrig, men det årlige høslæt fulgt af græsning gjorde den mindre kvælstofrig. Det betød, at græsserne fik ringere betingelser, mens de blomstrende, bredbladede stauder fik gode chancer. Det med lyset er dog nok den vigtigste betingelse at få opfyldt, så disse planter må ikke komme til at stå i skygge – heller ikke i skyggen af hinanden.

### Græsser(og græslignende)
- Almindelig Draphavre
- Almindelig Hjertegræs
- Almindelig Rajgræs
- Blåtop
- Butblomstret Siv
- Eng-Rapgræs
- Eng-Svingel
- Kæmpe-Star
- Lyse-Siv
- Spidsblomstret Siv
- Stiv Star
- Timoté
- Tue-Star
- Vellugtende Gulaks

### Stauder
- Almindelig Agermåne
- Almindelig Brunelle
- Almindelig Draphavre
- Almindelig Fredløs
- Almindelig Jakobsstige
- Almindelig Kattehale
- Almindelig Knopurt
- Almindelig Kællingetand
- Almindelig Løvefod
- Almindelig Mjødurt
- Almindelig Tusindfryd
- Bidende Ranunkel
- Djævelsbid
- Eng-Karse
- Eng-Nellikerod
- Eng-Storkenæb
- Europæisk Engblomme
- Hamp-Hjortetrøst
- Hvid Okseøje
- Hvid-Kløver
- Krybende Læbeløs
- Krybende Potentil
- Kugle-Rapunsel
- Kær-Tidsel
- Lancet-Vejbred
- Langbladet Ærenpris
- Liden Klokke
- Læge-Baldrian
- Læge-Kvæsurt
- Nyse-Røllike
- Rejnfan
- Blå Iris
- Slangeurt
- Stor Stjerneskærm
- Tormentil
- Trævlekrone

### Mosser
- Jomfruhår-arter (Polytrichum spp.)
- Krybstjerne-arter (Plagiomnium spp.)

### Svampe
- Elledans-bruskhat[2]
- Flad støvbold
- Gulhvid huesvamp
- Høslætsvamp
- Karbol-champignon
- Mark-champignon[2]
- Spids nøgenhat

## Sommerfugle i engen
- Almindelig blåfugl
- Aurora
- Buskrandøje
- Engblåfugl
- Engperlemorsommerfugl
- Engrandøje
- Græsrandøje
- Grønåret Kålsommerfugl
- Isblåfugl
- Kløverblåfugl
- Lille Kålsommerfugl
- Markperlemorsommerfugl
- Mørk pletvinge
- Okkergul randøje
- Skovperlemorssommerfugl
- Skråstregbredpande
- Skærbredpande
- Spejlbredpande
- Spættet bredpande
- Stor Kålsommerfugl
- Stregbredpande
- Violetrandet ildfugl
- Østlig perlemorssommerfugl

## Fugle i engen
- Agerhøne
- Bogfinke
- Engpiber
- Gulspurv
- Musvåge
- Rødrygget tornskade
- Sanglærke
- Tårnfalk

## Dyr i engen
- Pattedyr
  - Brud
  - Hare
  - Mus
  - Rådyr
- Krybdyr
  - Markfirben
  - Snog
  - Stålorm